# Фернандес, Маркель
Маркель Фернандес Сото (исп. Markel Fernández Soto, 6 февраля 2003 года, Сопела, Испания) — испанский спринтер.

## Биография
Он выиграл золотую медаль на чемпионате Средиземноморья среди юношей до 23 лет, побив рекорд чемпионата и побив абсолютный рекорд Эускади. В настоящее время он является рекордсменом Испании до 20 лет в беге 4x400 м, побитым с испанской командой в Кали, Колумбия, вместе с Анхелем Гонсалесом, Альберто Гихарро и Герсоном Посо. Он также является обладателем абсолютной категории, рекордов до 23 и до 20 лет для Страны Басков в беге на 400 метров на открытом воздухе. Он участвовал в чемпионате мира 2022 года по легкой атлетике среди юношей до 20 лет, заняв позицию полуфиналиста в личном зачете и финалиста в мужской эстафете 4х400 метров . С 2021 года он выступает на международных соревнованиях в составе сборной Испании по легкой атлетике .

## Личные рекорды
| Доказательство | Бренд   | Место          | Дата            |
| -------------- | ------- | -------------- | --------------- |
| 200 метров     | 20,77   | Бильбао (ESP)  | 29 июня 2025 г. |
| 400 метров     | 46,19   | Торренты (ENG) | 17 июля 2022 г. |
| 800 метров     | 1:53,01 | Дуранго (ESP)  | 22 мая 2021 г.  |

| Доказательство | Бренд   | Место               | Дата              |
| -------------- | ------- | ------------------- | ----------------- |
| 200 метров     | 21,79   | Сан-Себастьян (ESP) | 30 января 2022 г. |
| 400 метров     | 46,99   | Валенсия (ESP)      | 22 января 2023 г. |
| 800 метров     | 1:55,73 | Сан-Себастьян (ESP) | 16 января 2021 г. |